# 카탈루냐 독립선언

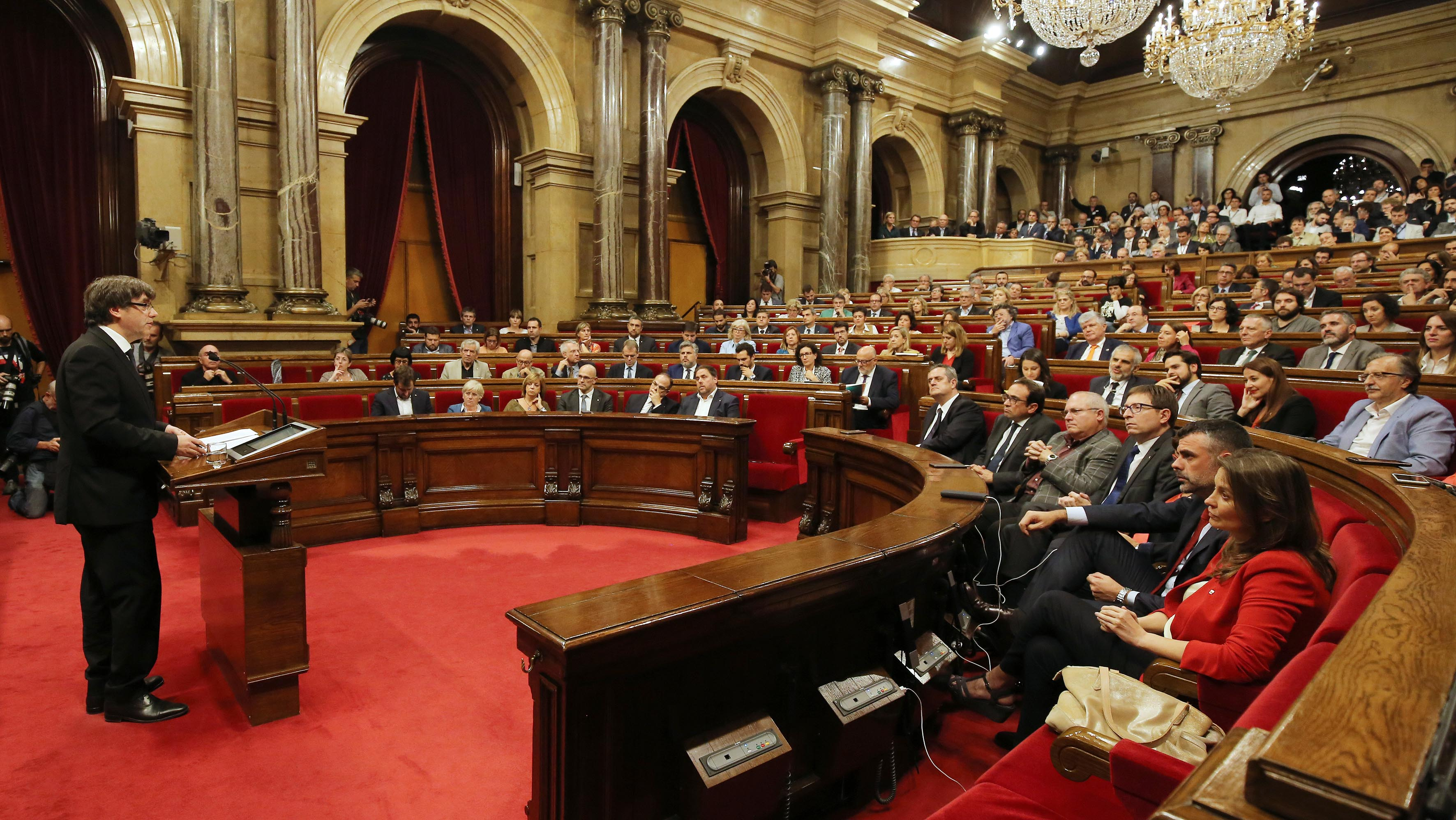
2017년 10월 10일 카탈루냐 지방의회에서 연설하고 있는 카를레스 푸지데몬 카탈루냐 자치 정부 전 수반

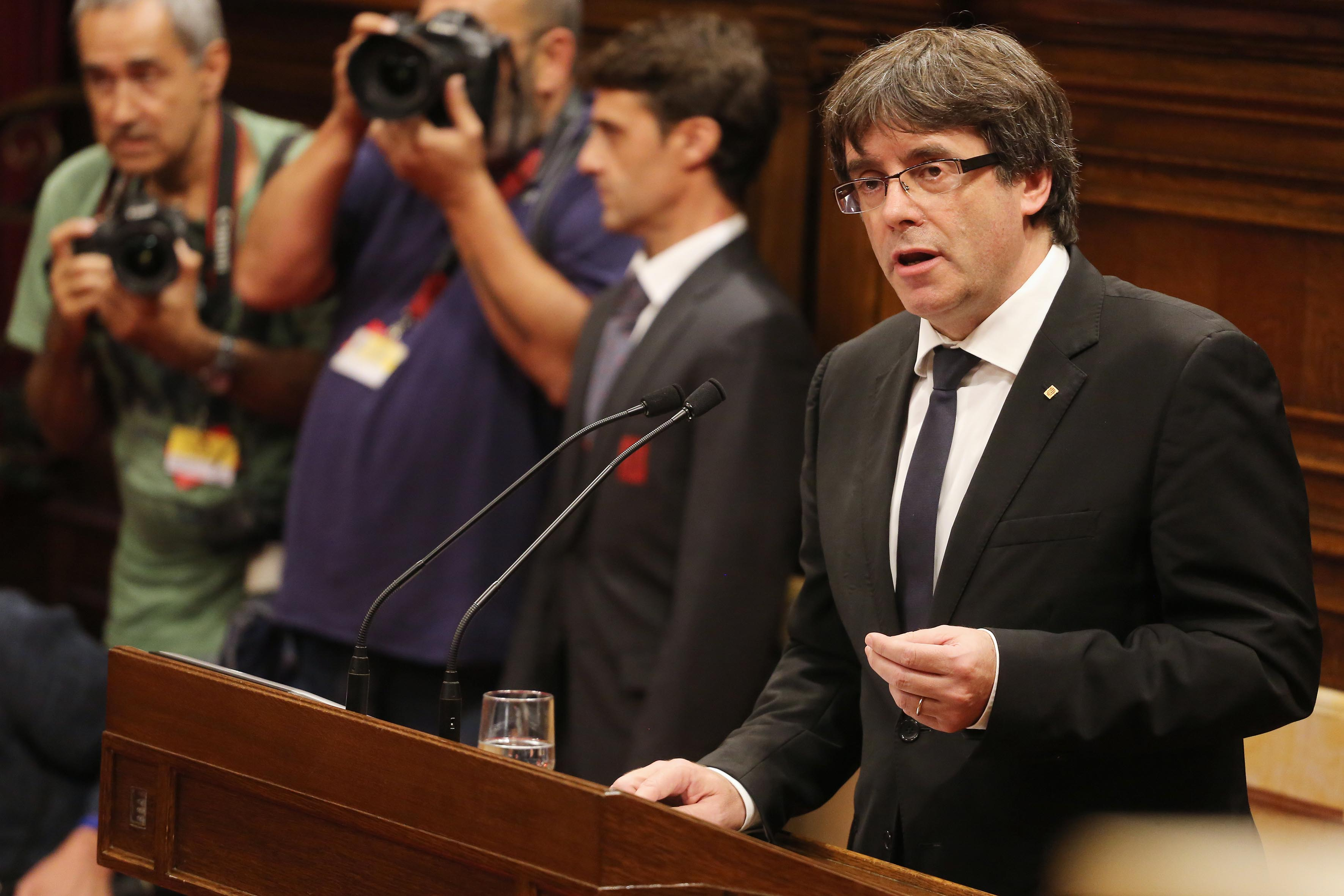
2017년 10월 10일 카탈루냐 지방의회에서 연설하고 있는 카를레스 푸지데몬 카탈루냐 자치 정부 전 수반

카탈루냐 독립선언(카탈루냐어: Declaració d'Independència de Catalunya, 스페인어: Declaración de Independencia de Cataluña)은 스페인의 자치 지방인 카탈루냐 지방이 독립을 선언한 사건이다.
2017년 10월 10일에 카를레스 푸지데몬 카탈루냐 자치 정부 전 수반이 독립선언서에 서명했지만 직후에 동결되면서 보류 상태가 되었다. 카탈루냐 지방 의회에서 진행된 연설을 통해 카탈루냐 독립을 찬성하는 사람의 요구는 받아들이면서도 독립선언을 보류하며 중앙 정부와의 대화에 착수하기로 했다. 카탈루냐 독립선언은 2017년 10월 27일에 카탈루냐 지방 의회에서 승인되었다.

## 배경
스페인 카탈루냐 지방에서는 오랫동안 카탈루냐 독립운동이 전개되었으며 2014년 11월 9일에는 비공식적인 2014년 카탈루냐 독립 국민투표가 실시되었다. 2015년 9월 27일에 실시된 카탈루냐 지방의회 선거에서도 카탈루냐 독립 찬성파가 과반수를 차지했다. 카탈루냐 지방의회는 2015년 11월 9일에 열린 회의에서 18개월 이내에 카탈루냐가 스페인으로부터 독립한다는 내용을 담은 카탈루냐가 독립 절차 개시 선언문을 채택했다.
2017년 6월 9일에는 카를레스 푸지데몬 카탈루냐 자치 정부 수반이 2017년 10월 1일에 카탈루냐의 독립 여부를 묻는 국민투표를 실시한다고 밝혔고 찬성이 다수를 차지하면 48시간 이내에 카탈루냐 공화국으로 독립을 선언한다고 밝혔다. 이에 스페인 중앙정부는 카탈루냐 독립 국민투표를 불법으로 규정하고 이를 인정하지 않겠다고 밝혔다.
2017년 카탈루냐 독립 국민투표를 둘러싼 스페인 중앙정부와 카탈루냐 자치 정부 간의 갈등은 커졌다. 특히 스페인 중앙정부는 국민투표를 저지하기 위한 아누비스 작전을 전개했다. 스페인 검찰 당국은 카탈루냐 독립 국민투표에 사용될 예정이던 투표용지, 투표함, 표소 통지서 등을 압수하는 한편 카탈루냐 자치 정부 관계자 14명을 체포했다. 스페인 재무부는 카탈루냐 지방의 재정을 장악하고 국민투표 실시를 위한 자금 투입을 저지했다. 스페인 경찰은 투표소로 사용될 예정이던 건물들을 봉쇄하는 한편 국민투표에 관한 정보가 게재된 웹사이트 59곳을 폐쇄했다.
그러나 카탈루냐 자치 정부는 예정대로 10월 1일에 국민투표를 실시했다. 카탈루냐 자치 정부는 10월 2일 새벽에 국민투표에 참가한 유권자들의 90% 이상이 찬성했다고 밝혔으며 푸지데몬 총리는 국민투표가 가결되었음을 선언했다. 카탈루냐 자치 정부는 10월 4일에 독립을 선언할 계획이었지만 개표 작업 지연, 스페인 헌법재판소의 정지 명령 등을 이유로 보류했다. 한편 마리아노 라호이 스페인 총리는 국민투표가 무산되었고 밝히면서 카탈루냐 독립선언을 저지하겠다는 입장을 밝혔다.
카탈루냐 자치 정부는 10월 6일에 최종 결과를 발표하면서 최대 770,000명에 달하는 유권자들이 스페인 경찰의 방해로 투표에 참가하지 못했다고 밝혔다. 한편 카탈루냐 독립 반대파에 속해 있던 카탈루냐 사회당은 스페인 헌법재판소에 이의 신청을 제기했다. 스페인 헌법재판소는 10월 5일에 카탈루냐 지방회의의 소집 금지 명령을 내렸지만 카탈루냐 지방의회는 스페인 헌법재판소의 명령을 거부하고 10월 9일에 본회의 개최를 결정했다. 푸지데몬은 긴장 완화를 위한 시간 벌기를 위해 출석을 연기했다. 지방의회 교섭단체 대표들의 협의 끝에 본회의는 10월 10일로 연기되었다.

## 독립선언
2017년 10월 10일 푸지데몬은 카탈루냐 지방의회에서 연설을 진행했다. 카탈루냐의 독립을 원하는 주민들의 요구는 수용했지만 카탈루냐 독립선언은 보류하면서 스페인 중앙 정부와의 대화에 착수하려고 했다. 카탈루냐 독립 국민투표 결과를 보고받은 푸지데몬과 카탈루냐 지방의회 의원들은 독립선언서에 서명했지만 푸지데몬이 독립선언을 연기했기 때문에 보류 상태에 있었다. 카탈루냐 독립선언문은 모든 국가, 국제 기구가 카탈루냐 공화국을 독립 국가로 승인할 것을 요구하는 내용이 담겨 있다.
2017년 10월 11일 마리아노 라호이 스페인 총리는 카탈루냐 지방정부가 독립선언을 했는지의 여부를 5일 이내에 응답할 것을 요구했지만 푸지데몬은 10월 16일까지도 명확한 응답을 보내지 않았다. 스페인 중앙 정부는 10월 19일 오전 10시까지 카탈루냐 자치 정부에게 다시 응답할 것을 요구하면서 카탈루냐 자치 정부의 독립선언을 철회하라고 요구했다.
푸지데몬은 독립선언을 하지 않았다는 입장을 표명하면서 만약 스페인 중앙 정부가 스페인 헌법 제155조에 따라 카탈루냐 자치 정부에 대한 자치권 정지 결정이 내려지면 독립선언을 할 가능성이 있다고 밝혔다. 그러나 라호이 스페인 총리는 이에 불복하여 10월 21일에 카탈루냐 자치 정부의 자치권을 정지한다고 밝혔다.
카탈루냐 지방의회는 10월 27일에 회의를 열고 독립선언의 승인 여부를 묻는 투표를 진행하기로 결정했다. 한편 카탈루냐 독립 반대파에 속해 있던 야당 의원들은 투표가 실시되기 전에 퇴장했다. 카탈루냐 독립선언은 찬성 70표, 반대 10표, 기권 2표로 가결되었다.

## 같이 보기
- 2017년 스페인 헌정위기
- 독립 카탈루냐 공화국